# L'Argent Dette
L'Argent Dette, les secrets de la finance mondiale (Money as Debt) est un documentaire sous forme de film d'animation complotiste de l'artiste-peintre, canadien Paul Grignon, sorti en 2006 — diffusé en streaming sur Internet et en DVD — qui traite du crédit et de la création monétaire. En 2008, le succès rencontré par ce documentaire a conduit des universitaires et des journalistes à le commenter.

## Genèse
Le documentaire est le fruit d'un long processus de création débuté en 2002, mené par Paul Grignon aidé par une petite équipe de bénévoles. Celui-ci précise que les  animations ont été entièrement dessinées à la main et reprises sur un unique Apple G5 avec le soutien du médecin Edward Hamlyn de la British Association for Monetary Reform et des membres de l'American Monetary Institute.
Le documentaire expose les thèses suivantes :
- le métier de banquier est issu de celui d'orfèvres ayant tiré parti de leur activité de stockage de matières précieuses pour émettre des prêts avec les stocks confiés, en cachette des déposants ; la tricherie aurait perduré jusqu'à nos jours tout en se sophistiquant. Ce serait toujours un secret qu'on ne pourrait dévoiler sans risque ;
- la dette est devenue le moyen principal de création monétaire, par le mécanisme des réserves fractionnaires, la quantité de monnaie disponible est donc liée au cumul des dettes en cours ;
- l'existence des intérêts nécessite un accroissement permanent du PIB ;
- le caractère fini des ressources planétaires amène à remettre en cause ce principe dans l'optique d'un développement durable.

Les thèses du film sont illustrées par des citations comme celle du banquier du XVIIIe siècle Mayer Amschel Rothschild : « Donnez-moi le droit d'émettre et de contrôler l'argent d'une Nation, et alors peu m'importe qui fait ses lois. », et des formules-choc, pour soutenir que la monnaie serait créée à partir de rien (alors qu'en fait elle est créée en contrepartie d'engagements de débiteurs) et que cette création serait donc fictive et infinie.
Ce documentaire a été réalisé avant la crise économique et financière. L'auteur, évoquant la politique de baisse des taux d'intérêts, s'interroge ainsi « est-ce que ça ne serait pas pour éviter l'effondrement de tout le système monétaire ? ».

## Réception
Le film connait un succès certain sur Internet. Fin 2009, il a été vu par plus de deux millions de spectateurs et traduit en au moins 14 langues,.
Le film a suscité de nombreuses réactions. Le travail de Paul Grignon a été salué et diffusé en France grâce aux interventions de David Abiker, sur France Info (14 octobre 2008), François Xavier sur le Mague.net (8 octobre 2008), André Gunthert, chercheur en histoire visuelle à l'École des hautes études en sciences sociales (14 octobre 2008), Astrid Girardeau et Erwan Cario dans Libération (15 octobre 2008).
André Gunthert indique notamment que la vidéo est une « remarquable et très pédagogique description du système financier ». Sur le site Rue89, le journaliste Pascal Riché adopte de son côté une position critique envers le documentaire et dénonce notamment le « déploiement d’une vaste théorie du complot », en prenant le contrepied de « journaux comme Libération » et d'André Gunthert.
André Gunthert explique le succès de cette vidéo par un besoin du « grand public » d'assouvir « une demande d'explication qui grandit aussi vite que croît la catastrophe ». Explication que ne peuvent alors lui fournir « ceux qui savent » et qui « ne peuvent rien dire ». Par la suite, dans une réponse à Pascal Riché, le même Gunthert convient que cette vidéo est bel et bien « complotiste », mais que son intérêt réside justement dans le fait d'être un « symptôme ». Quant à la chronique de David Abiker, elle livre différents points de vue sur le film en invitant simplement les auditeurs à aller le voir pour se faire une opinion.
Le militant altermondialiste Jean Zin critique les raccourcis et les réponses simplistes du film illustrant selon lui « les processus d'idéologisation où le vrai est un moment du faux ».

### Arrêt sur images(2008)
Un numéro de l'émission Arrêt sur images consacré au documentaire sous le titre « Arrêt sur images décrypte l'Argent-Dette » diffusée sur Dailymotion le 24 octobre 2008 expose les critiques suivantes : 
- le contenu informatif serait tendancieux ;
- le film accréditerait des thèses conspirationnistes ;
- le succès de la vidéo serait dû à ce qu'elle rassure le spectateur en validant certains préjugés : assimilation du banquier à un parasite et de l'intérêt au vol ;
- Un soupçon d'antisémitisme est également évoqué au cours de l'émission.[réf. nécessaire]

Toutefois, les invités ne répondent pas précisément aux questions de Daniel Schneidermann sur la pertinence des thèses du film, comme :
- faut-il une croissance exponentielle[19] ?
- d'où viennent les intérêts[20] ?

Alexandre Delaigue, un économiste français participant à l'émission, explique dans un billet sur l'émission que « les mécanismes monétaires sont présentés de façon incomplète, le fait que l'extinction d'une dette détruise de la monnaie n'est pas présenté ». 
Selon Alexandre Delaigue,

« [...] cette accusation d'antisémitisme relève de l'erreur d'attribution : cette vidéo repose sur de nombreux instruments complotistes, et l'antisémitisme repose lui aussi sur une vision complotiste du monde – celle du complot juif. D'où la tentation de considérer toute perspective et imagerie complotiste comme antisémite, par analogie. »

André Gunthert réfute ce lien entre image de pieuvre et antisémitisme, en indiquant qu’elle peut être utilisée dans la culture du complot pour représenter aussi bien la franc-maçonnerie que la puissance des États-Unis ou la Russie bolchévique[réf. nécessaire].

## Suites
Le documentaire dispose de deux suites. L'argent Dette 2 permet à Paul Grignon de répondre à certaines critiques formulées à l'encontre du documentaire. Dans L'argent Dette 3, évolution au-delà de l'argent (Money as Debt III - Evolution Beyond Money en anglais), produit en 2011, Paul Grignon développe deux idées déjà entamées dans L'argent Dette 2, la première étant l'évolution de la monnaie selon le principe « la forme la plus utile de monnaie s'impose »  qu'il présentait déjà comme « Darwinien » dans L'argent Dette 2 et la deuxième étant la monnaie électronique qu'il défendra jusqu'à créer son site web Digital Coin (Pièce numérique en français) .